# Ruralni egzodus
Ruralni egzodus, izraz koji se upotrebljava za opisivanje migracijskih obrazaca, koji se normalno pojavljuju u regiji, a slijede nakon mehanizacije poljoprivrede. U takvoj situaciji ljudi teže kretanju iz ruralnih područja u urbana. To se odnosi na činjenicu da je s mehanizacijom (ili bilo kojom drugom promjenom u metodi proizvodnje koja povećava produktivnost) potrebno manje ljudi da donesu istu količinu poljoprivrednih prinosa na tržište.
Termin države ruralnog egzodusa koristi se za označavanje onih američki država koje gube svoje ruralno stanovništvo na taj način. Svaka se od tih država nalazi unutar Velike zavale i ima manje slikovite dražesti pored oporih ljeta i oštrih zima.

## Urbani egzodus
Kada ljudi odlaze u ruralna područja iz velikih gradova, ponekad imaju nerealistična očekivanja lokalnih službi (npr. medicinskih i prijevoznih objekata) ili se ne uklapaju u lokalnu kulturu (na primjer, manje su željni socijalizacije sa svojim susjedima nego što je to lokalni običaj). Termin "urbani egzodus" skovali su oni koji su shvatili da je to problem. Definicija također može uključivati oblik ruralne gentrifikacije u kojoj prisutnost bogatijih imigranata iz napučenijih područja podiže vrijednosti nekretnina i cijene stanova za dugogodišnje stanovnike. Dok ta pojava može koristiti vlasnicima nekretnina koji je onda žele prodati po višim cijenama, ona također uzrokuje podizanje poreza na nekretnine, pa si mještani mnogo teže mogu priuštiti stanovanje (od posebne važnosti za stanovnike s niskim prihodima i stanarskim zakupcima). 

## Više informacija
- urbani rast
- demografska povijest Hrvatske
- ruralna sociologija